# ヘンリク・ヴィエニャフスキ国際ヴァイオリン・コンクール
ヘンリク・ヴィエニャフスキ国際ヴァイオリン・コンクール（ヘンリク・ヴィエニャフスキこくさいヴァイオリン・コンクール、ポーランド語: Międzynarodowy Konkurs Skrzypcowy im. Henryka Wieniawskiego）は、ポーランドで開催される若手ヴァイオリン奏者のためのコンクール。

## 沿革・概要
1935年、ポーランドのヴァイオリニスト・作曲家ヘンリク・ヴィエニャフスキの生誕100年を記念し、甥であり作曲家のアダムス・ヴィエニャフスキが提唱してワルシャワで開始された。第二次世界大戦後、ワルシャワは深刻な打撃を受けたため、1952年から開催地をヴィエニャフスキ本人が好んでいたポズナンに移した。2022年の第1位の賞金は、50,000ユーロ。ポーランド語版・英語版項目なども参照。

## 開催年と入賞者
各年の入賞者については、公式ウェブサイトに掲載されている。

### 第1回（1935年）
- 第1位　ジネット・ヌヴー（フランス）
- 第2位　ダヴィッド・オイストラフ（ソ連）
- 第3位　ヘンリー・テミアンカHenry TEMIANKA （イギリス）
- 第4位　ボリス・ゴールドシュタイン（ソ連）
- 第5位　ルイェルコ・シュピーラー(Ljerko SPILLER)（ユーゴスラヴィア）
- 第6位　マリー・ルイーズ・サルド(Mary Luisa SARDO) （イタリア）
- 第7位　イダ・ヘンデル（ポーランド）
- 第8位　ヘルベルト・アントン(Hubert ANTON) （エストニア）
- 第9位　ブロニスワフ・ギンペル（ポーランド）

### 第2回（1952年）
- 第1位　イーゴリ・オイストラフ（ソ連）
- 第2位　ユリアン・シトコヴェツキー（ソ連）、ワンダ・ウィウコミルスカ（ポーランド）
- 第3位　Blanche TARJUS （フランス）、マリーネ・ヤシヴィリ(Marine JASZWILI) （ソ連）、オルガ・パルホメンコ(Olga PARCHOMIENKO) （ソ連）
- 第4位　エミル・カミラロフ （ブルガリア）、エドゥアルド・スタトキエヴィチ(Edward STATKIEWICZ)（ポーランド）、イーゴリ・イワノフ(Igor IWANOW) （ポーランド）、Henryk PALULIS （ポーランド）
- 第5位　Csaba BOKAY （ハンガリー）
- 入賞　Marta Hidy （ハンガリー）、Ladislav Jásek （チェコスロヴァキア）、Homi Kanga （インド）、 Kalman Banyák （ハンガリー）

### 第3回（1957年）
- 第1位　ローザ・ファイン （ソ連）
- 第2位　シドニー・ハース(Sidney HARTH) （アメリカ）
- 第3位　マルク・コミッサーロフ (Mark KOMISSAROW) （ソ連）
- 第4位　アグスティン・レオン=アラ(Augustin LEON-ARA) （スペイン）
- 第5位　アイラ・エルドゥアン(Ayla ERDURAN) （トルコ）
- 第6位　ヴラディミール・マリニン（ソ連）
- 入賞　Jiri Sumpik （チェコスロヴァキア）、Zenon Płoszaj （ポーランド）、Jean Leber （フランス）、Dora Iwanowa （ブルガリア）、Daphne Godson （イギリス）

### 第4回（1962年）
- 第1位　チャールズ・トレーガー （アメリカ）
- 第2位　オレグ・クリサ （ソ連）
- 第3位　クシシュトフ・ヤコヴィッツ(Krzysztof JAKOWICZ) （ポーランド）
- 第4位　イザベラ・ペトロシャン(Izabella PETROSJAN) （ソ連）
- 第5位　ミロスラフ・ルーシン（ソ連）、プリシラ・アンブローズ(Priscilla A. AMBROSE) （アメリカ）
- 第6位　トーマス・ミシャラク(Tomasz MICHALAK) （ポーランド）
- 入賞　アンドレイ・シーウィー(Andrzej Siwy) （ポーランド）、アレクサンドル・アレンコフ（ソ連）、Antoine Goulard （フランス）、Evelio A. Tieles （キューバ）、Jadwiga Kaliszewska （ポーランド）

### 第5回（1967年）
- 第1位　ピョートル・ヤノフスキ（ポーランド）
- 第2位　ミハイル・ベズウェイスキー(Michał BEZWIERCHNYJ) （ソ連）
- 第3位　カヤ・ダンチョフスカ（ポーランド）
- 第4位　Eduard TATEWOSJAN （ソ連）
- 第5位　アナトリー・メルニコフ(Anatolij MIELNKOW) （ソ連）
- 第6位　Michał GRABARCZYK （ポーランド）、ミンチョ・ミンチェフ（ブルガリア）
- 入賞　Maria Brylanka （ポーランド）、Ginka Giczkowa （ブルガリア）、Małgorzata Błażejewska （ポーランド）

### 第6回（1972年）
- 第1位　タチアナ・グリンジェンコ （ソ連）
- 第2位　石川静（日本）
- 第3位　バーバラ・ゴーインスカ(Barabara GÓRZYŃSKA) （ポーランド）
- 第5位　Tadeusz GADZINA （ポーランド）、グラッツィア・アルチュニアン(Graczija ARUTUNIAN) （ソ連）
- 第6位　Stefan CZERMAK （ポーランド）
- 第7位　エドワード・ツィエンコフスキー(Edward Z. ZIENKOWSKI) （ポーランド）
- 入賞　ステファン・スタラノフスキー(Stefan Stałanowski) （ポーランド）、Magda Sarbu （ルーマニア）、小栗まち絵（日本）

### 第7回（1977年）
- 第1位　ヴァディム・ブロドスキー（ソ連）
- 第2位　ピョートル・ミレフスキー(Piotr MILEWSKI)（ポーランド）、ミハイル・ヴァイマン（ソ連）
- 第3位　ザハール・ブロン（ソ連）、ピーター・ザゾフスキー(Peter A. ZAZOFSKY) （アメリカ）
- 第4位　Charles A. LINALE （フランス）
- 第5位　黒崎広嗣（オーストリア）、アンナ・ヴォートカ(Anna A. WÓDKA) （ポーランド）
- 第6位　澤和樹（日本）
- 入賞　小西朝ヤンコフスカ（日本）、水野佳子（日本）

### 第8回（1981年）
- 第1位　漆原啓子（日本）
- 第2位　川口ヱリサ（日本）
- 第3位　Aureli BŁASZCZOK （ポーランド）
- 第4位　景山誠治（日本）
- 第5位　古澤巌（日本）
- 第6位　島根恵（日本）
- 入賞　Lenuta Atanasiu-Ciulei （ルーマニア）、Bartosz Bryła （ポーランド）、ローター・シュトラウス(Lothar Strauss) （東ドイツ）、Magdalena Suchecka （ポーランド）

### 第9回（1986年）
- 第1位　エフゲニー・ブシコフ（ソ連）
- 第2位　若林暢（日本）、ロベルト・カバラ(Robert KABARA) （ポーランド）
- 第4位　ヴィクトル・クズネツォフ（ソ連）
- 第5位　アレクサンダー・ロマヌル(Alexander ROMANUL) （アメリカ）
- 第6位　鈴木裕子（日本）
- 入賞　Dorota Siuda （ポーランド）、ローター・ストラウス(Lothar Strauss)（東ドイツ）、オレグ・ポチャノフスキー(Oleg Pochanowskij) （ソ連）、パトリシア・シー(Patricia Shih) （カナダ）

### 第10回（1991年）
- 第1位　バルトウォミェイ・ニジョウ(Bartek Niziol)（ポーランド）、ピョートル・プワヴネル(Piotr Pławner)（ポーランド）
- 第2位　安彦千恵（日本）
- 第3位　白石禮子（日本）
- 第4位　Monika JARECKA （ポーランド）
- 第5位　吉村知子（日本）
- 入賞　ヤロスラフ・ゾルニエチク(Jaroslaw Żołnierczyk) （ポーランド）、Sebastian Gugała （ポーランド）、ローランド・オーリク(Roland Orlik) （ポーランド）、二村英仁（日本）、エヴァ・ピレク(Ewa Pyrek)（ポーランド）、エリカ・ドボシエヴィチ(Erika Dobosiewicz) （ポーランド）

### 第11回（1996年）
- 第1位　なし
- 第2位　大谷玲子（日本）
- 第3位　田中晶子（日本）
- 第4位　瀬﨑明日香（日本）、ルカシュ・ブラシュチック(Łukasz BŁASZCZYK)（ポーランド）
- 第5位　Anna RESZNIAK （ポーランド）
- 第6位　Maria M. NOWAK （ポーランド）
- 入賞　野口千代光（日本）、エリナ・ヴァハラ(Elina Vähälä) （フィンランド）、Andrzej Hop （ポーランド）、Erika Dobosiewicz （ポーランド）、Karina Buschinger （ドイツ）

### 第12回（2001年）
- 第1位　アリョーナ・バーエワ （ロシア）
- 第2位　ハン・ソジン(Soo-jin HAN) （韓国）、ローマン・シモヴィッチ(Roman Simović)（ウクライナ）
- 第3位　Gaik Kazazian （アルメニア）、Bracha Malkin （アメリカ）、高橋紘子（日本）
- 第4位　神尾真由子（日本）
- 第5位　Jaroslaw Nadrzycki （ポーランド）
- 第6位　アレクサンドラ・ウッド(Alexandra Wood) （イギリス）

### 第13回（2006年）
- 第1位　アガータ・シムチェフスカ(Agata SZYMCZEWSKA)（ポーランド）
- 第2位　鈴木愛理（日本）
- 第3位　アンナ・マリア・スタスキエヴィチAnna Maria STAŚKIEWICZ) （ポーランド）
- 第4位　レフ・ソロドフニコフ (ロシア）
- 第5位　マリア・マチョフスカ(Maria MACHOWSKA) （ポーランド）、Jarosław NADRZYCKI （ポーランド）
- 第6位　Wojciech PŁAWNER （ポーランド）
- 特別賞　シメオン・クリマシェフスキー(Simeon KLIMASHEVSKIY) （ロシア）

### 第14回（2011年）
- 第1位　ユン・ソヨン (윤소영, en:So-young YOON) （韓国）
- 第2位　小林美樹（日本）
- 第3位　シュテファン・タララ(Stefan Tarara)（ドイツ）
- 特別賞　エルジャン・クリバエフ(Erzhan Kulibaev)（カザフスタン）
- 特別賞　アイレーン・プリッチン(Aylen Pritchin)（ロシア）
- 特別賞　弓新（日本）

### 第15回（2016年）
- 第1位　ヴェリコ・チュンボリゼ(Veriko TCHUMBURIDZE)（ジョージア/トルコ）
- 第2位　岡本誠司（日本）
- 第2位　キム・ボムソリ(Bomsori KIM)（韓国）
- 第4位　ルーク・スー(Luke HSU)（アメリカ）
- 第5位　リチャード・リン(Richard LIN)（台湾/アメリカ）
- 第6位　マリア・ヴウォシュチョヴスカ(Maria WŁOSZCZOWSKA)（ポーランド）
- 第7位　周防亮介（日本）

### 第16回（2022年）
- 第1位 前田妃奈 (日本)
- 第2位 Meruert Karmenova (カザフスタン)
- 第3位 Qingzhu Weng (中国)
- 入賞 Hana Chang (日本, シンガポール, 米国)
- 入賞 Jane Hyeonjin Cho (韓国)
- 入賞 Dayoon You (韓国)